# Sonny Landreth
Clyde Vernon "Sonny" Landreth (Canton, Misisipi, 1 de febrero de 1951) es un guitarrista de blues originario del sudoeste de Luisiana especializado en el uso del slide. 

## Biografía
Landreth nació en Canton, Misisipi, y creció en Lafayette (Luisiana). Landreth comenzó a tocar con la banda de Clifton Chenier, siendo el único miembro blanco del grupo. Tras el fallecimiento de Chenier, tocó en la banda de John Hiatt y posteriormente con John Mayall and the Bluesbreakers.
El cantante y compositor de música country Vince Gill se inspiró un tema de Landreth para escribir la canción "Tell Me Lover".
En 1998, se unió al proyecto "Begegnungen (Encuentro)" del músico alemán Peter Maffay. Los treinta conciertos que dieron quedaron documentados en el álbum en directo Begegnungen Live, publicado a principios de 1999. En este proyecto también participó el guitarrista Keb' Mo'. Landreth también ha formado parte del acompañamiento de Jimmy Buffett, tanto en grabaciones como en giras de actuaciones. Participó en el Crossroads Guitar Festival en las ediciones de 2004, 2007, 2010 y 2013.
En 2014, Landreth colaboró como invitado en el álbum de Eli Cook, Primitive Son.

## Estilo
Landreth es conocido como el "Rey del Slydeco", un juego de palabras que hace referencia a su técnica del uso del slide y a las influencias género zydeco. Eric Clapton dijo de Landreth que es uno de los mejores guitarristas del mundo aunque también uno de los más desconocidos.
Landreth se caracteriza por usar el slide, habiendo desarrollado su propia técnica, tocando con el tubo en su dedo pequeño, lo que le permite tocar acordes y fragmentos de acordes mientras toca. Utiliza también todos los dedos de la mano derecha para tocar, usando la técnica del fingerpicking.
Landreth utiliza una Fender Stratocaster y un amplificador Dumble, aunque en ocasiones también usa amplificadores Demeter y Fender. Utiliza slides Dunlop. 

## Discografía

### En solitario
- Blues Attack (1981; re-released 1996)[2][8]
- Down in Louisiana (1985; re-released 1993)[2][8]
- Outward Bound (1992)[8]
- South of I-10 (1995)[2][8]
- Crazy Cajun Recordings (1999) - source material from 1973 and 1977[8]
- Prodigal Son: The Collection (2000) - source material from 1973 and 1977[8]
- Levee Town (2000; re-released 2009 with five bonus tracks)[8]
- The Road We're On (2003), charted No. 1 on Billboard's Blues Album Chart.[10]
- Grant Street (2005) - live recording, charted No. 2 on Billboard's Blues Album Chart.[10]
- Sonny Landreth - Live At Jazz Fest 2007 (2007) - live recording
- From the Reach (2008), charted No. 1 on Billboard's Blues Album Chart.[10]
- Voices of Americana (2009)
- Leeve Town (Expanded Addition) (2009)
- Elemental Journey (2012), charted No. 4 on Billboard's Blues Album Chart.[10]
- Sunrise (2012)
- Bound by the Blues (2015)
- Recorded Live In Lafayette (2017)

### Colaboraciones
- Marti Jones " Used Guitars" (1988)
- Zachary Richard "Manchac" (1988)
- Marshall Crenshaw's "Good Evening" (1989)
- Alain Bashung's Osez Joséphine (1991)
- Alain Bashung's Chatterton (1994)
- "Then I'm Gonna Make Love To You" on Elliott Murphy's "Selling The Gold" (1995)
- Mark Knopfler's A Night In London (1996)
- Mark Knopfler's Golden Heart (1996)
- Gov't Mule's 32/20 Blues (2003)
- Gov't Mule's On Your Way Down (2003)
- Eric Clapton's Crossroads Guitar Festival (2007)
- Little Feat's Join The Band (2008)
- "When The Levee Breaks" and "The Wrong Side" on Lay Your Burden Down by Buckwheat Zydeco (2009)
- Eric Clapton's Crossroads Guitar Festival (2010)
- "T-Bone Shuffle" on Roots by Johnny Winter (2011)
- Eli Cook's Primitive Son (2014).[6]

## Reconocimientos
- Americana Music Association, Instrumentista del año: 2005[11]
- Blues Music Award, mejor guitarrista 2016.[12]